# Équipe du Canada de Fed Cup
Pour un article plus général, voir Fed Cup.
L'équipe du Canada de Fed Cup est l’équipe qui représente le Canada lors de la compétition de tennis féminin par équipe nationale appelée Fed Cup (ou « Coupe de la Fédération » entre 1963 et 1994).
Elle est constituée d'une sélection des meilleures joueuses de tennis canadiennes du moment sous l’égide de la Fédération canadienne de tennis.

## Résultats par année

### 1963 - 1969
- 1963 (4 tours, 16 équipes) : le Canada s'incline au 1er tour contre la Grande-Bretagne.
- 1964 (5 tours, 20 équipes) : après un « bye » au 1er tour et une victoire contre la Suède au 2e tour, le Canada s'incline en 1/4 de finale contre l’Australie.
- 1965 : le Canada ne participe pas à cette édition organisée à Melbourne.
- 1966 (5 tours, 21 équipes) : après une victoire au 1er tour contre la Bulgarie, le Canada s'incline au 2e tour contre la Grande-Bretagne.
- 1967 (5 tours, 17 équipes) : après un « bye » au 1er tour et une victoire contre la Suisse au 2e tour, le Canada s'incline en 1/4 de finale contre l’Allemagne de l'Ouest.
- 1968 (5 tours, 23 équipes) : après un « bye » au 1er tour, le Canada s'incline au 2e tour contre l’Afrique du Sud.
- 1969 (5 tours, 20 équipes) : après une victoire au 1er tour contre la Hongrie, le Canada s'incline au 2e tour contre l’Allemagne de l'Ouest.

### 1970 - 1979
- 1970 (5 tours, 22 équipes) : après une victoire au 1er tour contre la Norvège, le Canada s'incline au 2e tour contre les Pays-Bas.
- 1971 (4 tours, 14 équipes) : le Canada s'incline au 1er tour contre les Pays-Bas.
- 1972 (5 tours, 31 équipes) : après une victoire au 1er tour contre  Israël, le Canada s'incline au 2e tour contre l’Australie.
- 1973 (5 tours, 30 équipes) : le Canada s'incline au 1er tour contre l’Espagne.
- 1974 (5 tours, 29 équipes) : le Canada s'incline au 1er tour contre l’Allemagne de l'Ouest.
- 1975 (5 tours, 31 équipes) : le Canada s'incline au 1er tour contre le Japon.
- 1976 (5 tours, 32 équipes) : après une victoire au 1er tour par forfait de la Tchécoslovaquie, le Canada s'incline au 2e tour contre la Suisse.
- 1977 (5 tours, 32 équipes) : après une victoire au 1er tour contre l’Irlande, le Canada s'incline au 2e tour contre l’Allemagne de l'Ouest.
- 1978 (5 tours, 32 équipes) : le Canada s'incline au 1er tour contre la Nouvelle-Zélande.
- 1979 (5 tours, 32 équipes) : le Canada s'incline au 1er tour contre l’Australie.

### 1980 - 1989
- 1980 (5 tours, 32 équipes) : le Canada s'incline au 1er tour contre la Yougoslavie.
- 1981 (5 tours, 32 équipes) : le Canada s'incline au 1er tour contre la France.
- 1982 (5 tours, 32 équipes) : le Canada s'incline au 1er tour contre la Tchécoslovaquie.
- 1983 (qualifications + 5 tours, 39 équipes) : le Canada s'incline au 1er tour contre la Roumanie.
- 1984 (qualifications + 5 tours, 36 équipes) : le Canada s'incline au 1er tour contre l’Italie.
- 1985 (qualifications + 5 tours, 38 équipes) : après une victoire au 1er tour contre la Suède, le Canada s'incline au 2e tour contre la Hongrie.
- 1986 (qualifications + 5 tours, 42 équipes) : après une victoire au 1er tour contre les Pays-Bas, le Canada s'incline au 2e tour contre l’Autriche.
- 1987 (qualifications + 5 tours, 42 équipes) : après une victoire au 1er tour contre les Pays-Bas et l’URSS au 2e tour, le Canada s'incline en 1/4 de finale contre la Tchécoslovaquie.
- 1988 (qualifications + 5 tours, 36 équipes) : après une victoire au 1er tour contre la Corée du Sud, la Finlande au 2e tour et la Suède en 1/4 de finale, le Canada s'incline en 1/2 finale contre la Tchécoslovaquie.
- 1989 (qualifications + 5 tours, 40 équipes) : après une victoire au 1er tour contre le Brésil, le Canada s'incline au 2e tour contre l’URSS.

### 1990 - 1999
- 1990 (qualifications + 5 tours, 44 équipes) : le Canada s'incline au 1er tour contre l’Espagne.
- 1991 (qualifications + 5 tours + barrages, 56 équipes) : après une victoire au 1er tour contre le Danemark, le Canada s'incline au 2e tour contre l’Allemagne.
- 1992 (5 tours + barrages, 32 équipes) : après une victoire au 1er tour contre l’Afrique du Sud, le Canada s'incline au 2e tour contre l’Espagne.
- 1993 (5 tours + barrages, 32 équipes) : après une défaite au 1er tour contre la France, le Canada l’emporte en play-offs contre l’Uruguay.
- 1994 (5 tours, 32 équipes) : après une victoire au 1er tour contre la Suisse, le Canada s'incline au 2e tour contre les États-Unis.

La compétition change de format à compter de 1995 : la Coupe de la Fédération devient Fed Cup.
- 1995 (3 tours, 8 équipes + groupe mondial II, play-offs I et II) : après une victoire en groupe mondial II contre l’Italie, le Canada s'incline en play-offs I contre le Japon.
- 1996 (3 tours, 8 équipes + groupe mondial II, play-offs I et II) : après une défaite en groupe mondial II contre la République tchèque, le Canada s'incline en play-offs II contre l’Australie.
- 1997 (3 tours, 8 équipes + groupe mondial II, play-offs I et II) : le Canada s'incline en play-offs II contre la Slovaquie.
- 1998 - 1999 : le Canada concourt dans les compétitions par zones géographiques.

### 2000 - 2009
- 2000 - 2001 : le Canada concourt dans les compétitions par zones géographiques.
- 2002 (4 tours, 16 équipes + play-offs) : le Canada s'incline en play-offs I contre la République tchèque.
- 2003 (4 tours, 16 équipes + play-offs) : le Canada s'incline en play-offs I contre l’Autriche.
- 2004 (4 tours, 16 équipes + play-offs) : le Canada s'incline en play-offs I contre la Suisse.
- 2005 : le Canada concourt dans les compétitions par zones géographiques.
- 2006 (3 tours, 8 équipes + groupe mondial II, play-offs I et II) : le Canada l’emporte en play-offs II contre l’Argentine.
- 2007 (3 tours, 8 équipes + groupe mondial II, play-offs I et II) : après une défaite en groupe mondial II contre  Israël, le Canada s'incline en play-offs II contre l’Argentine.
- 2008 : le Canada concourt dans les compétitions par zones géographiques.
- 2009 (3 tours, 8 équipes + groupe mondial II, play-offs I et II) : le Canada s'incline en play-offs II contre la Belgique.

### 2010 - 2017
- 2010 (3 tours, 8 équipes + groupe mondial II, play-offs I et II) : le Canada l’emporte en play-offs II contre l’Argentine.
- 2011 (3 tours, 8 équipes + groupe mondial II, play-offs I et II) : après une défaite en groupe mondial II contre la Serbie, le Canada s'incline en play-offs II contre la Slovénie.
- 2012 : le Canada concourt dans les compétitions par zones géographiques.
- 2013 (3 tours, 8 équipes + groupe mondial II, play-offs I et II) : le Canada l’emporte en play-offs II contre l’Ukraine.
- 2014 (3 tours, 8 équipes + groupe mondial II, play-offs I et II) : après une victoire en groupe mondial II contre la Serbie, le Canada l’emporte en play-offs I contre la Slovaquie.
- 2015 (3 tours, 8 équipes + groupe mondial II, play-offs I et II) : après une défaite au 1er tour du groupe mondial contre la République tchèque, le Canada s'incline en play-offs I contre la Roumanie.
- 2016 (3 tours, 8 équipes + groupe mondial II, play-offs I et II) : après une défaite en groupe mondial II contre la Biélorussie, le Canada s'incline en play-offs II contre la Slovaquie.

- 2017 : le Canada concourt dans les compétitions par zones géographiques et se qualifie pour les play-offs II.

## Bilan de l'équipe
Résultats des confrontations entre le Canada et ses adversaires les plus fréquents (3 rencontres minimum dans les groupes mondiaux).
| # | Adversaires        | Rencontres | Victoires | Défaites | % victoires |
| - | ------------------ | ---------- | --------- | -------- | ----------- |
| 1 | Suisse             | 4          | 2         | 2        | 50 %        |
| 2 | Pays-Bas           | 4          | 2         | 2        | 50 %        |
| 3 | Australie          | 4          | 0         | 4        | 0 %         |
| 4 | Allemagne          | 4          | 0         | 4        | 0 %         |
| 5 | République tchèque | 4          | 0         | 4        | 0 %         |
| 6 | Suède              | 3          | 3         | 0        | 100 %       |
| 7 | Argentine          | 3          | 2         | 1        | 67 %        |
| 8 | République tchèque | 3          | 0         | 3        | 0 %         |
| 9 | Espagne            | 3          | 0         | 3        | 0 %         |

## Bilan des joueuses les plus sélectionnées
Ce bilan est calculé sur la base des rencontres officielles des groupes mondiaux et barrages I et II. Les rencontres des tableaux dits de « consolation » et celles par « zones géographiques » ne sont pas prises en compte. Les joueuses comptant moins de 5 sélections ne sont pas reprises dans le tableau.
| #  | Joueuses            | De   | à    | Sélections | Matchs | Victoires | Défaites | % victoires |
| -- | ------------------- | ---- | ---- | ---------- | ------ | --------- | -------- | ----------- |
| 1  | Aleksandra Wozniak  | 2004 | 2016 | 16         | 36     | 40        | 12       | 77 %        |
| 2  | Andrée Martin       | 1969 | 1975 | 8          | 11     | 3         | 8        | 27 %        |
| 3  | Carling Bassett     | 1982 | 1987 | 9          | 13     | 6         | 7        | 46 %        |
| 4  | Eugenie Bouchard    | 2011 | 2015 | 6          | 9      | 11        | 4        | 73 %        |
| 5  | Faye Urban          | 1966 | 1970 | 8          | 15     | 5         | 10       | 33 %        |
| 6  | Françoise Abanda    | 2015 | 2017 | 5          | 5      | 5         | 5        | 50 %        |
| 7  | Gabriela Dabrowski  | 2013 | 2017 | 8          | 9      | 4         | 7        | 36 %        |
| 8  | Helen Kelesi        | 1986 | 1994 | 17         | 25     | 15        | 10       | 60 %        |
| 9  | Hélène Pelletier    | 1981 | 1985 | 5          | 5      | 2         | 3        | 40 %        |
| 10 | Jane O'Hara         | 1969 | 1975 | 9          | 14     | 6         | 8        | 43 %        |
| 11 | Jill Hetherington   | 1983 | 1996 | 27         | 32     | 15        | 17       | 47 %        |
| 12 | Marie-Ève Pelletier | 2002 | 2011 | 8          | 15     | 4         | 11       | 27 %        |
| 13 | Marjorie Blackwood  | 1976 | 1982 | 7          | 12     | 4         | 8        | 33 %        |
| 14 | Patricia Hy         | 1991 | 1997 | 13         | 22     | 9         | 13       | 41 %        |
| 15 | Rene Simpson        | 1988 | 1997 | 15         | 22     | 7         | 15       | 32 %        |
| 16 | Sharon Fichman      | 2005 | 2016 | 15         | 27     | 24        | 9        | 73 %        |
| 17 | Stéphanie Dubois    | 2004 | 2009 | 5          | 10     | 3         | 7        | 30 %        |
| 18 | Vicky Berner        | 1964 | 1968 | 7          | 11     | 4         | 7        | 36 %        |